# Udvalget for Naturfredning
Udvalget for Naturfredning var et lobbyudvalg der fra 1905 skulle agere for beskyttelse af naturen i Danmark. Udvalget blev nedsat i maj 1905 af Dansk Naturhistorisk Forening, Dansk Botanisk Forening og Dansk Geologisk Forening. Inspiration til arbejdet kom fra den tyske naturfredningspionér Hugo Conwentz, der under stor pressebevågenhed havde holdt et foredrag i København i april 1905. Hver forening udpegede én repræsentant; første formand blev Eugen Warming fra Dansk Botanisk Forening. Udvalgets grundopgave var at arbejde for fredning af "sjældne og ejendommelige dyr og planter og andre naturmindesmærker, hvis eksistens trues af kulturen eller på anden måde". Blandt andet skulle udvalgte eksempler på hver naturtype fredes, ikke mindst for at sikre naturvidenskaben studieobjekter. Opgaven var ikke generelt at modvirke landbrugets, skovbrugets osv. udnyttelse af naturgrundlaget. Grundsynspunktet bag udvalget lå langt fra den senere Danmarks Naturfredningsforenings (stiftet 1911) standpunkt om fredning af æstetiske grunde og for at sikre befolkningen adgang til strand og skov, især Øresundskysten og Dyrehaven. Mod slutningen af 1920'erne kom det til strid mellem to af medlemmerne, August Mentz og Carl Wesenberg-Lund, om hvor meget man skulle bøje af for nyttesynet og for eller imod moralsk støtte til Danmarks Naturfredningsforening. Begge medlemmerne valgte at udtræde og i 1931 blev det sidste møde holdt (Hansen 2008). Wesenberg-Lund blev samme år formand for Danmarks Naturfredningsforenings eget videnskabelig udvalg.